# Ekonomiåret 1934

## Händelser
- Den svenska riksdagen antar en lag om sju dagars varsel vid arbetskonflikter.
- Den svenska nationalekonomen Bertil Ohlin ger ut Penningpolitik, offentliga arbeten, subventioner och tullar som medel mot arbetslöshet, påverkad av keynesianismen.[1]

## Födda
- 16 juni – William F. Sharpe, amerikansk nationalekonom, Sveriges riksbanks pris i ekonomisk vetenskap till Alfred Nobels minne 1990.

## Avlidna
- 6 juli - Franklin MacVeagh, 96, amerikansk bankman och politiker, USA:s finansminister 1909-1913.